# Globale Bildungskampagne

Das Logo der Globalen Bildungskampagne

Die Globale Bildungskampagne ist Teil der Global Campaign for Education (GCE) und deutsche Koalition dieses internationalen Bündnisses zivilgesellschaftlicher Netzwerke, Entwicklungsorganisationen, Bildungsgewerkschaften und Vereinigungen von Lehrkräften, die sich für das Recht auf Bildung für Alle einsetzen.

## Ziele
Die Globale Bildungskampagne setzt sich dafür ein, dass alle Menschen ihr Recht auf eine inklusive, hochwertige und öffentliche Bildung wahrnehmen können. Sie vertritt die Position, dass Bildung gebührenfrei und für alle gleichberechtigt zugänglich sein sollte und fordert, dass das vierte Nachhaltigkeitsziel der Sustainable Development Goals umgesetzt wird.
- Gebührenfreie, hochwertige und inklusive Grundbildung für alle
- Die angemessene Finanzierung von Bildung weltweit, vor allem die Finanzierung der beiden wichtigen, multilateralen Bildungsfonds, Education Cannot Wait und der Global Partnership for Education[3][4]
- Schutz von Bildung in Krisen und Konflikten[5]
- Die Schaffung guter Arbeitsbedingungen und angemessener Bezahlung von Lehrkräften

## Aktivitäten

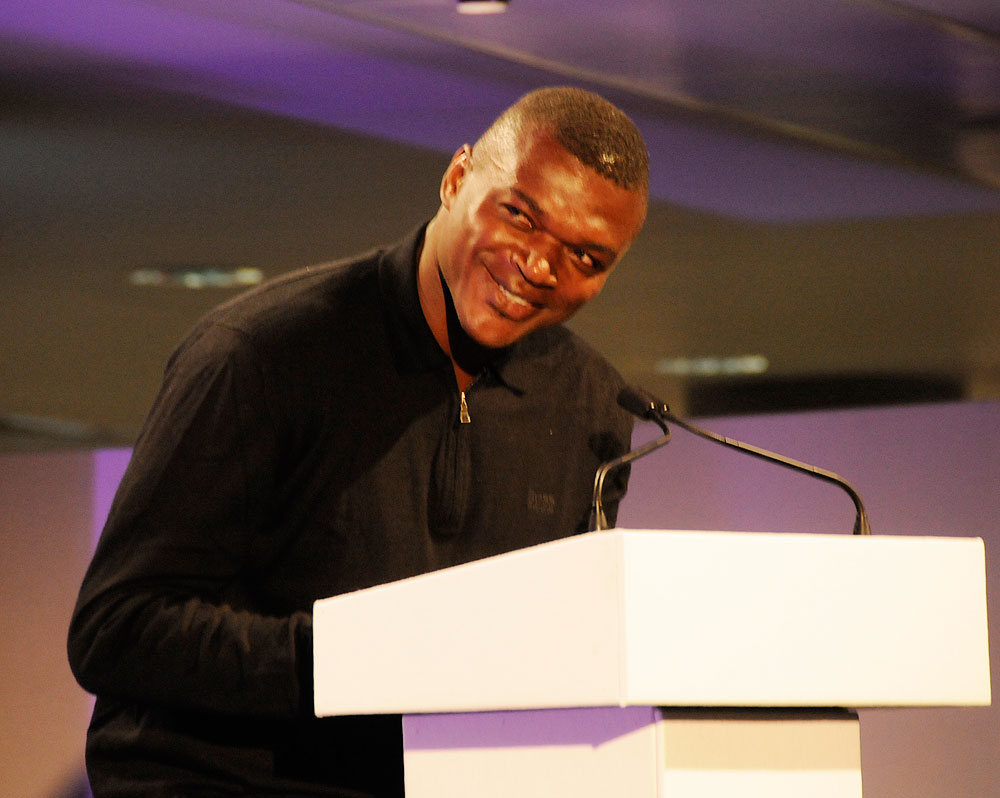
Der ehemalige französische Profifußballer Marcel Desailly beim Start der „1GOAL“-Kampagne der Globalen Bildungskampagne im Jahr 2010.

Mit jährlich stattfindenden weltweiten Aktionswochen tritt die Globale Bildungskampagne regelmäßig an die Öffentlichkeit. Jährlich werden dabei unterschiedliche Themenschwerpunkte gesetzt. 2010 unterstützten zur Fußballweltmeisterschaft in Südafrika zahlreiche bekannte Fußballer, Politiker und andere berühmte Persönlichkeiten die Kampagne unter dem Motto „1GOAL Education for All“, darunter Zinédine Zidane, Cristiano Ronaldo, Pelé, Shakira, Königin Rania von Jordanien, Hillary Clinton und Ban Ki-moon.

## Internationaler Verbund
Das internationale Sekretariat der Kampagne sitzt in Johannesburg (Südafrika) und betreibt darüber hinaus ein Vertretungsbüro in London (Vereinigtes Königreich). Über 120 zivilgesellschaftliche Mitgliedsorganisationen aus 100 Ländern sind an dem Bündnis beteiligt. Alle drei Jahre treffen sich die Mitglieder zur Generalversammlung, welche den Vorstand wählt.

## Deutschland
Deutscher Sitz der Kampagne ist Berlin. Aktuell (Stand: Januar 2024) arbeiten zehn deutsche Organisationen in der Kampagne zusammen:
- Christoffel-Blindenmission
- Gewerkschaft Erziehung und Wissenschaft
- Kindernothilfe
- Oxfam Deutschland
- Plan International Deutschland
- UNICEF Deutschland
- World University Service – Deutsches Komitee e.V.
- World Vision Deutschland
- Brot für die Welt
- Weitblick